# یواس‌اس کیرسارج (۱۸۶۱)
یواس‌اس کیرسارج (۱۸۶۱) (به انگلیسی: USS Kearsarge (1861)) یک کشتی بود که طول آن ۲۰۱ فوت ۳ اینچ (۶۱٫۳۴ متر) بود. این کشتی در سال ۱۸۶۱ ساخته شد.